# هيو لوري
جيمس هيو كالوم لوري (بالإنجليزية: James Hugh Calum Laurie)‏ الحاصل على رتبة الإمبراطورية البريطانية (ولد في 11 يونيو 1959)، هو ممثل، كوميدي، كاتب، موسيقي، ومخرج إنجليزي. أصبح معروفً في وسائل الإعلام باعتباره واحد من ثنائي فراي ولوري الكوميدي، جنبا إلى جنب مع صديقه وشريكه الكوميدي ستيفن فراي، الذي انضم إليه في أعمال مثل A Bit of Fry & Laurie وBlackadder وJeeves and Wooster من عام 1987 حتى عام 1999.
من 2004 إلى 2012، لعب دور الدكتور غريغوري هاوس، الشخصية الرئيسية في مسلسل House، والذي حصل بفضله على جائزتي غولدن غلوب، جائزتي نقابة ممثلي الشاشة و6 ترشيحات لجائزة إيمي. في 2011 دخل لوري موسوعة غينيس للأرقام القياسية، بأعتباره الممثل الأكثر مشاهدة على شاشة التلفاز وأحد أعلى الممثلين أجرا في مجال المسلسلات الدرامية، بواقع 409,000 دولار لكل حلقة عن مسلسل House.

## بداية حياته
ولد لوري في أوكسفورد، أكسفوردشير. وهو الأصغر سنا بين أربعة أطفال، أخ أكبر يدعى تشارلز واثنين من الأخوات الأكبر سنا تدعان سوزان وجانيت. كان لديه علاقة متوترة بعض الشيء مع والدته، باتريشا. والده ران لوري، كان طبيبا وفاز أيضا بالميدالية الذهبية في زوجي التجديف الأحادي (التجديف) في دورة ألعاب أولمبية صيفية 1948 في لندن.

### التعليم
ترعرع لوري في أكسفورد، وحضر مدرسة دراغون من سن الـ 7 إلى 13، علق على الأمر قائلا «في الحقيقة، كنت طفلا مشاغبا، وأمضيت وقتً طويلا من فترة صباي في التدخين والغش في أمتحانات اللغة الفرنسية.»
لاحقا، درس لوري في كلية إيتون ومن ثم إلى كلية سلوين التابعة لجامعة كامبريدج حيث درس للحصول على درجة في علم الآثار والأنثروبولوجيا متخصصا في مجال علم الإنسان الاجتماعي بشكل رئيسي.
مثل والده، برع لوري في رياضة التجديف في المدرسة والجامعة، وفي عام 1977، كان عضوا في زوجي التجديف الأحادي الذي فاز بلقب بطولة بريطانيا الوطنية قبل أن يمثل فريق الشباب في بريطانيا في عام 1977 بطولة جونيور العالمية للتجديف. في عام 1980، كان لوري وشريكه في زوجي التجديف الأحادي جاي. اس. بالمر، أصحاب مركز الوصيف في مسابقة الكأس الفضية لازواج التجديف الأحادي لنادي التجديف في إيتون فايكنغ.
في وقت لاحق، حقق معه أيضا في جامعة بلو بينما كان يشارك سباق القوارب بين أكسفورد وكامبريدج في 1980. خسرت كامبريدج تلك السنة بفارق 5 أقدام. خلال تلك الفترة، كان يتدرب لوري لمدة 8 ساعات يوميا. لوري هو عضو في نادي ليندر، واحد من أقدم أندية في رياضة التجديف في العالم. كان عضوا في نادي هيرمس في كلية سلوين ونادي هوكس في جامعة كامبريدج.

## مهنة التمثيل
اضطر لوري إلى ترك التجديف بسبب نوبة من الحمى الغددية، فانضم لنادي فوتلايتس كامبريدج، النادي الدرامي التابع لجامعة والذي كان نقطة انطلاق لكثير من الممثلين والكوميديين البريطانيين الناجحين.التقى هناك إيما تومسون، التي دخل معها في علاقة غرامية آنذاك؛ بقى الاثنين صديقان حميمان بعد انفصالهما، وكانت قد عرفته على شريكه الكوميدي المستقبلي، ستيفن فراي.
إتسعت شهرة لوري في 2004، عندما لعب دور طبيب التشخيص الفظ غريغوري هاوس في المسلسل الدرامي الأمريكي House. كان لوري في ناميبيا لتصوير فيلم Flight of the Phoenix عندما قام بتصوير شريط التجربة الأولية للدور في حمام الفندق، المكان الوحيد الذي كان فيه إضاءة كافية، وتولى زميله الممثل جيكوب فارغاس عملية التصوير. لتجسيد الشخصية كان يجب على لوري استعمال اللهجة الأمريكية، لهجة لوري الأمريكية كانت مقنعة جدا لدرجة أن المنتج المنفذ براين سينجر، الذي لم يعلم في ذلك الحين بأن لوري بريطاني، قال بأنه مثال على الممثل الأمريكي المناسب الذي كان يبحث عنه منذ زمن. أخرج لوري حلقتين من المسلسل خلال الموسم الثامن.

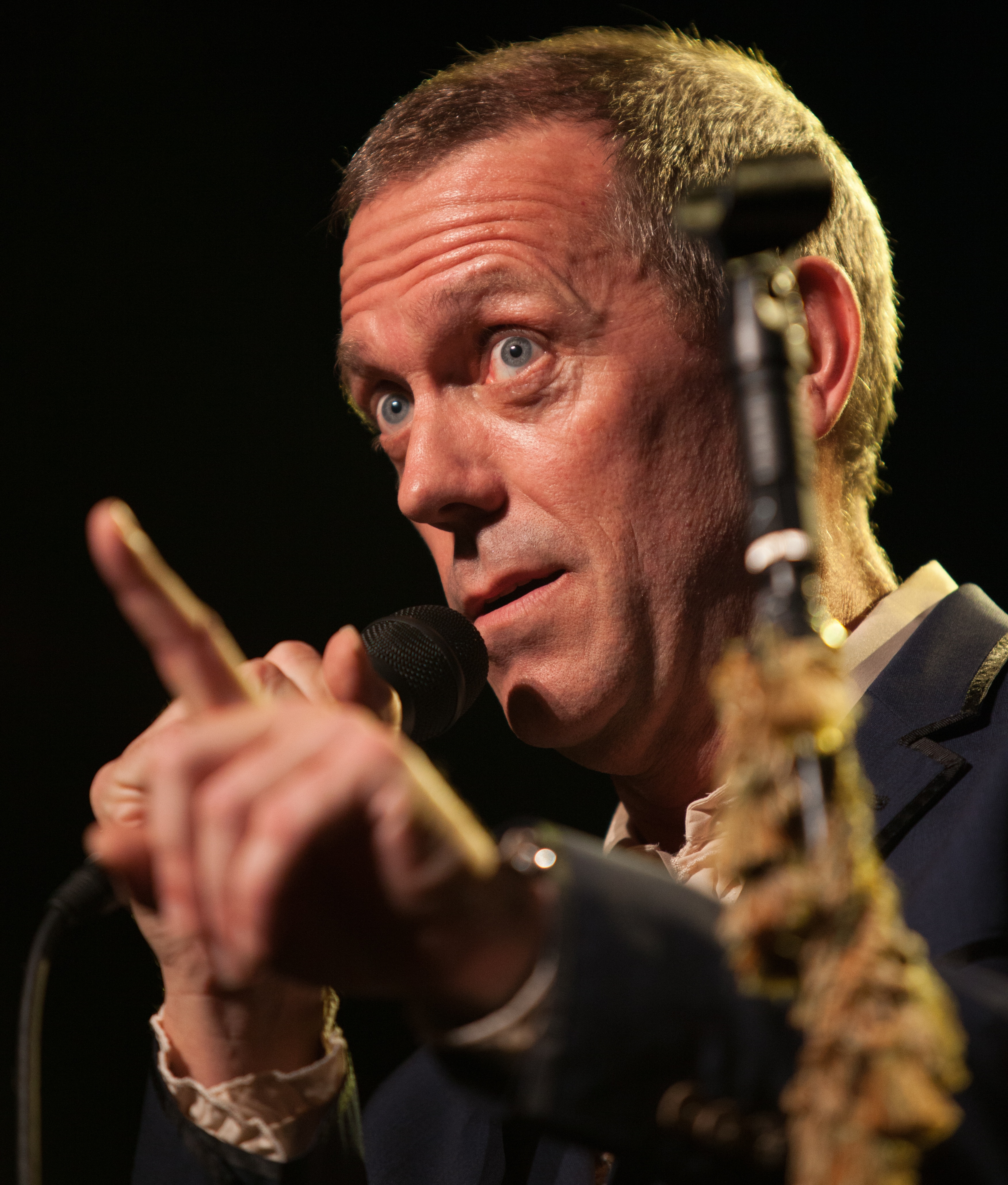
لوري في مهرجان مونترو لموسيقى للجاز

ترشح لوري لجائزة الإيمي عن دوره في مسلسل House في 2005. على الرغم من أنه لم يفز إلا أنه فاز بجائزتي الغولدن غلوب في 2006 و2007 وجائزة نقابة ممثلي الشاشة مرتين في 2007 و2009. حصل إيضا على زيادة كبيرة في أجره وصلت إلى 350,000 دولار لكل حلقة.
من المقرر أن يلعب دور الشخصية الشريرة في فيلم Tomorrowland القادم للمخرج براد بيرد.

## المسيرة المهنية

### مسيرته الموسيقية
بدأ لوري بأخذ دروس لتعلم العزف على البيانو ابتداءً من سن السادسة. يستطيع لوري الغناء والعزف على البيانو والإيتار والطبول والهارمونيكا والساكسفون. استعرض لوري مواهبه الموسيقية طوال مسيرته المهنية في مجال التمثيل في العديد من البرامج مثل «إي بيت أوف فراي آند لوري» (A Bit of Fry & Laurie)، و«جيفز آند ووستر» (Jeeves and Wooster) و«هاوس» (House)، وعندما قدم برنامج «ساترداي نايت لايف» (Saturday Night Live) في أكتوبر من عام 2006. يغني لوري ويعزف على الكيبورد في فرقة باند فروم تي في لموسيقى الروك الخيرية في لوس أنجلوس.
بالإضافة إلى ذلك، عزف لوري على البيانو باعتباره ضيف شرف في أغنية (إف آي كانت هاف يو) «إذا لم أكن قادرًا على الحصول عليك» من ألبوم ميت لوف لعام 2010 (هانغ كول تيدي بير)، وذلك بعد ظهور ميت لوف في إحدى حلقات مسلسل هاوس (سيمبل إكسبلانيشين) «شرح بسيط». شارك لوري في كتابة وأداء أغنية البلوز الهزلية «سبيرم تيست إن ذا مورنينغ»، في فيلم ميبي بيبي.
في هاوس، عزف لوري على العديد من آلات نمط الروك آند الرول الموسيقية بما في ذلك جيتار «غيبسون فلايينغ V» و«لي باول». تمتلك شخصيته في المسلسل أورغن من نوع «هاموند بي3» في منزلها؛ ويعزف في إحدى الحلقات مقدمة أغنية بروكول هاروم الكلاسيكية «وايتر شيد أوف بيل».
أعلن لوري عن إصدار ألبوم لموسيقى البلوز بعد توقيعه على عقد مع وارنر بروز ريكوردس في 26 يوليو 2010. أُصدر الألبوم الذي حمل اسم ليت ذيم توك، في فرنسا في 18 أبريل من عام 2011 وفي ألمانيا في 29 أبريل من نفس العام. يضم الألبوم تعاونًا مع فنانين مشهورين مثل توم جونز وإيرما توماس والدكتور جون.
في 1 مايو من عام 2011، اختتم لوري وجاز كوينتيت مهرجان شلتنهام للجاز لعام 2011، إذ حظي لوري على إشادة كبيرة لما قام به في هذا المهرجان.
كان لوري موضوع سلسلة بيرسبيكتيف التابع لشبكة آي تي في، في 15 مايو من عام 2011؛ وشرح في إحدى حلقات السلسلة التي ظهر فيها حبه لموسيقى نيو أورليانز، وعزف مقطوعات موسيقية من ألبومه ليت ذيم توك في استوديوهات وأماكن حية في المدينة نفسها. كان ألبوم ليت ذيم توك موضوع إحدى حلقات برنامج شبكة بّي بي إس التلفزيونية «غريت بريفورمانسيس»، التي تناولت موسيقى الجاز في نيو أورليانز، والتي بُثت لأول مرة في 30 سبتمبر من عام 2011.
صدر ألبومه الثاني، ديدنت إت راين، في المملكة المتحدة في 6 مايو من عام 2013. عزف لوري في نفس العام مع فرقته على متن آر إم إس كوين ماري. صُور هذا الحفل وصدر لاحقًا تحت عنوان على الهواء مباشرة على متن كوين ماري على قرص دي في دي وبلو راي.

### قائمة الألبومات
| السنة | تفاصيل الألبوم                                                                     | أعلى مرتبة وصل إليها | أعلى مرتبة وصل إليها | أعلى مرتبة وصل إليها | أعلى مرتبة وصل إليها | أعلى مرتبة وصل إليها | أعلى مرتبة وصل إليها | أعلى مرتبة وصل إليها | أعلى مرتبة وصل إليها | أعلى مرتبة وصل إليها | أعلى مرتبة وصل إليها | أعلى مرتبة وصل إليها | أعلى مرتبة وصل إليها            | مبيعات/نسخة                                                     |
| السنة | تفاصيل الألبوم                                                                     | المملكة المتحدة      | أستراليا             | النمسا               | فرنسا                | ألمانيا              | أيرلندا              | هولندا               | نيوزيلندا            | سويسرا               | فنلندا               | الولايات المتحدة     | الولايات المتحدة (قائمة البلوز) | مبيعات/نسخة                                                     |
| ----- | ---------------------------------------------------------------------------------- | -------------------- | -------------------- | -------------------- | -------------------- | -------------------- | -------------------- | -------------------- | -------------------- | -------------------- | -------------------- | -------------------- | ------------------------------- | --------------------------------------------------------------- |
| 2011  | Let Them Talk - تاريخ الأصدار: 18 أبريل، 2011 - شركة تسجيلات: Warner Bros. Records | 2                    | 37                   | 1                    | 2                    | 8                    | 14                   | 25                   | 26                   | 4                    | 30                   | 16                   | 1                               | - الأرجنتين: 20,000 - فرنسا: 200,000 - المملكة المتحدة: 100,000 |
| 2013  | Didn't It Rain - تاريخ الأصدار: 6 مايو، 2013 - شركة تسجيلات: Warner Bros. Records  | 3                    | 35                   | 10                   | 3                    | 41                   | 21                   | 32                   | 22                   | 3                    | 26                   | 21                   | 1                               | - المملكة المتحدة: 60,000 - فرنسا:50,000                        |

## الكتابة
في 1996، نَشر لوري أول رواية له بعنوان The Gun Seller وأصبحت من أكثر الكتب مبيعا آنذاك. كان من المقرر أن تصدر روايته الثانية The Paper Soldier في سبتمبر، 2009 ولكنها لم تصدر حتى الآن.

## الجوائز والترشيحات
جميع الجوائز والترشيحات بالأسفل عن دور لوري في مسلسل House.
جائزة الإيمي
- 2006 – أفضل ممثل في مسلسل درامي (ترشيح)
- 2008 – أفضل ممثل في مسلسل درامي (ترشيح)
- 2009 – أفضل ممثل في مسلسل درامي (ترشيح)
- 2010 – أفضل ممثل في مسلسل درامي (ترشيح)
- 2011 – أفضل ممثل في مسلسل درامي (ترشيح)
- 2012 – أفضل ممثل في مسلسل درامي (ترشيح)

جائزة الغولدن الغلوب
- 2006 – أفضل أداء لممثل في مسلسل درامي (فوز)
- 2007 – أفضل أداء لممثل في مسلسل درامي (فوز)
- 2008 – أفضل أداء لممثل في مسلسل درامي (ترشيح)
- 2009 – أفضل أداء لممثل في مسلسل درامي (ترشيح)
- 2010 – أفضل أداء لممثل في مسلسل درامي (ترشيح)
- 2011 – أفضل أداء لممثل في مسلسل درامي (ترشيح)

جائزة ستالايت
- 2005 – أفضل ممثل في مسلسل درامي (فوز)
- 2006 – أفضل ممثل في مسلسل درامي (فوز)
- 2007 – أفضل ممثل في مسلسل درامي (ترشيح)

جائزة نقابة ممثلي الشاشة
- 2006 – أفضل أداء لممثل في مسلسل درامي (ترشيح)
- 2007 – أفضل أداء لممثل في مسلسل درامي (فوز)
- 2008 – أفضل أداء لممثل في مسلسل درامي (ترشيح)
- 2009 – أفضل أداء لممثل في مسلسل درامي (فوز)
- 2010 – أفضل أداء لممثل في مسلسل درامي (ترشيح)
- 2011 – أفضل أداء لممثل في مسلسل درامي (ترشيح)

جائزة رابطة نقاد التلفزيون
- 2005 – أفضل أنجاز فردي في مجال الدراما (فوز)
- 2006 – أفضل أنجاز فردي في مجال الدراما (فوز)
- 2007 – أفضل أنجاز فردي في مجال الدراما (ترشيح)
- 2009 – أفضل أنجاز فردي في مجال الدراما (ترشيح)

جائزة تين تشويس
- 2006 – أفضل ممثل درامي (ترشيح)
- 2007 – أفضل ممثل درامي (فوز)

جوائز بيبول تشويس
- 2009 – النجم التلفزيوني المفضل (فوز)
- 2010 – النجم التلفزيوني المفضل (فوز)
- 2011 – الممثل الدرامي المفضل (فوز)
- 2011 – الطبيب التلفزيوني المفضل (فوز)
- 2012 – الممثل الدرامي المفضل (ترشيح)

جوائز اخرى
- 2011 – لقب موسيقي العام من مجلة GQ

## وصلات خارجية
- موقع هيو لوري الرسمي
- هيو لوري على موقع IMDb (الإنجليزية)
- هيو لوري على موقع ميتاكريتيك (الإنجليزية)
- هيو لوري على موقع الموسوعة البريطانية (الإنجليزية)
- هيو لوري على موقع روتن توميتوز (الإنجليزية)
- هيو لوري على موقع مونزينجر (الألمانية)
- هيو لوري على موقع قاعدة بيانات الأفلام العربية
- هيو لوري على موقع ألو سيني (الفرنسية)
- هيو لوري على موقع ميوزك برينز (الإنجليزية)
- هيو لوري على موقع تيرنر كلاسيك موفيز (الإنجليزية)
- هيو لوري على موقع أول موفي (الإنجليزية)
- مقابلة هيو لوري مع صحيفة الغارديان
- مقابلة هيو لوري مع صحيفة الدايلي تيليغراف
- هيو لوري في موقع Emmys.com